# Morsárfoss
Morsárfoss és una cascada d'Islàndia, la més alta del país, amb una alçada de 227,3 metres, uns trenta metres més que la de Glymur. La van descobrir l'any 2007 i la seua alçada es va mesurar per primera vegada l'any 2011. Es troba al sud d'Islàndia, al Parc Nacional Vatnajökull. Naix de l'aigua de desglaç de la glacera homònima i brolla d'un penya-segat que domina Morsárjökull.

## Toponímia
Morsárfoss és un topònim islandés que significa 'cascada de Morsá'. Morsá és el riu que naix del desglaç de Morsárjökull i que desemboca al Skeidará després d'uns pocs quilòmetres.
Aquest nom és el que encapçala una consulta popular organitzada pel diari Morgunblaðið del 30 de juny del 2011. Les 1.991 respostes rebudes oferien 986 topònims diferents, i el més repetit, Morsárfoss, obtingué 119 respostes, seguit de Klettafoss, 'cascada rocosa', i Morsi que hi restaren segons empatats amb 56 respostes cadascú. Jökullfoss, 'cascada de la glacera', fou proposat per 50 persones i Morsárfossar per 45. La majoria de respostes se'n refereixen a l'alçada, la manera com emergeix de sota la glacera, el soroll que emet, el seu aspecte mig amagat sota el gel o fins i tot utilitzen topònims de l'entorn. El geòleg Jón Vidar Sigurdsson, un dels encarregats de mesurar-ne l'alçada, també hi proposà el topònim de Thrymur, terme de la mitologia nòrdica que fa referència al so dels blocs de gel que cauen de la cascada i que també recorda per la sonoritat la cascada de Glymur. Se'n validà el topònim el 14 d'agost del 2011.

## Geografia

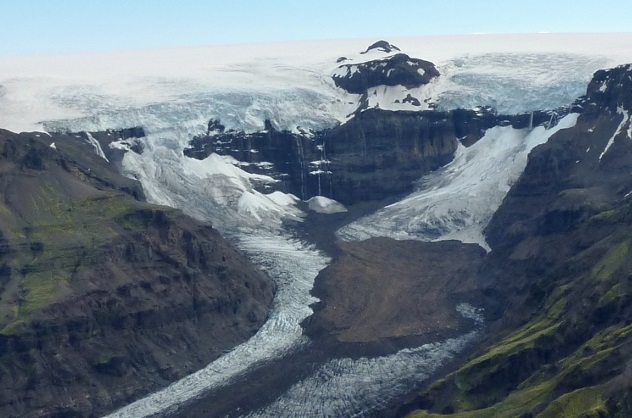
Vista de Morsárfoss al centre, al cingle, amb Morsárjökull als peus

Morsárfoss es troba al sud d'Islàndia, a la vora de Vatnajökull, la glacera més gran del país, i al començament de Morsárjökull, una llengua glacial que se'n desprén i que dona lloc al petit riu Morsá després d'un curs d'uns quants quilòmetres engorjats per dues muntanyes. Es troba al municipi de Hornafjörður de la regió d'Austurland i és dins del Parc Nacional Vatnajökull.
La cascada naix de l'aigua de desglaç de Vatnajökull. Emergeix de sota el gel directament sobre la roca i cau per un penya-segat en petits corrents a banda del principal. Acaba el curs en una cavitat de deu a quinze metres de fondària excavada a Morsárjökull, entre el glaç i la roca. Ací, Vatnajökull domina tant el penya-segat que sovint els seracs se'n desprenen i cauen del cingle per aterrar a la superfície de Morsárjökull, on formen una mena de con de dejecció de gel. Aquests blocs que cauen fan impossible l'accés a la cascada, per poder mesurar-ne directament l'alçada. El mirador més fàcilment accessible per observar Morsárfoss és la muntanya de Kristínartindar, el cim de la qual és de sis quilòmetres a vol des de la cascada en direcció sud.
L'alçada mesurada de la cascada és de 227,3 m; aquesta, però, no n'és l'alçada real, la part superior i inferior de la caiguda resten amagades sota el gel. Així, l'alçada real es calcula en més de 240 m.

## Història
El Morsárfoss va nàixer per la retirada del Morsárjökull, que es va separar en aquest lloc de la connexió directa amb el Vatnajökull en deixar al descobert un cingle. Aquest retrocés estaria lligat a l'escalfament global del planeta, que feu reduir-se la glacera fins al punt de desaparéixer al penya-segat en unes dècades. L'aigua del desglaç de Vatnajökull que alimenta la cascada es troba a l'aire lliure, cosa que fa destacar la cascada. Fou al 2007 quan es va veure per primera vegada.
El primer mesurament de l'alçada en fou fet el 12 de juny del 2011, que donava un valor de 228 m. El 29 de juny s'organitzà una expedició formada pel geòleg Jón Vidar Sigurdsson, director de la Reserva Natural de Lónsöræfi Unnur Jónsdóttir i el guardabosc del Parc Nacional Vatnajökull Gudmundur Ögmundsson. Van mesurar en tres indrets diferents i van concloure que l'alçada visible era de 227,3 m. Tanmateix, deu ser molt més gran, més de 240 m, a causa de la part superior i inferior de la cascada que amagades davall del gel.